# Réacteur ESBWR

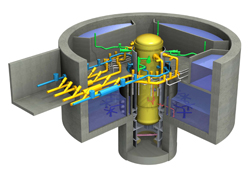
Schéma représentant une vue du réacteur

L'ESBWR (de l'anglais Economic Simplified Boiling Water Reactor) est un réacteur nucléaire à eau bouillante conçu sur le même principe que le réacteur ABWR, lui aussi dessiné par General Electric. Il fait partie des réacteurs de Génération III+.